# 圣血堂 (格拉茨)
圣血堂（Kirche zum Heiligen Blut）是奥地利格拉茨市中心的一座罗马天主教教堂。

## 历史
该堂初建于1440年。
在第二次世界大战中哥特式花窗玻璃曾被摧毁，后修复。第三帝国时期的花窗玻璃上描绘了希特勒和墨索里尼， 是世界上唯一的描绘这两位独裁者的教堂。

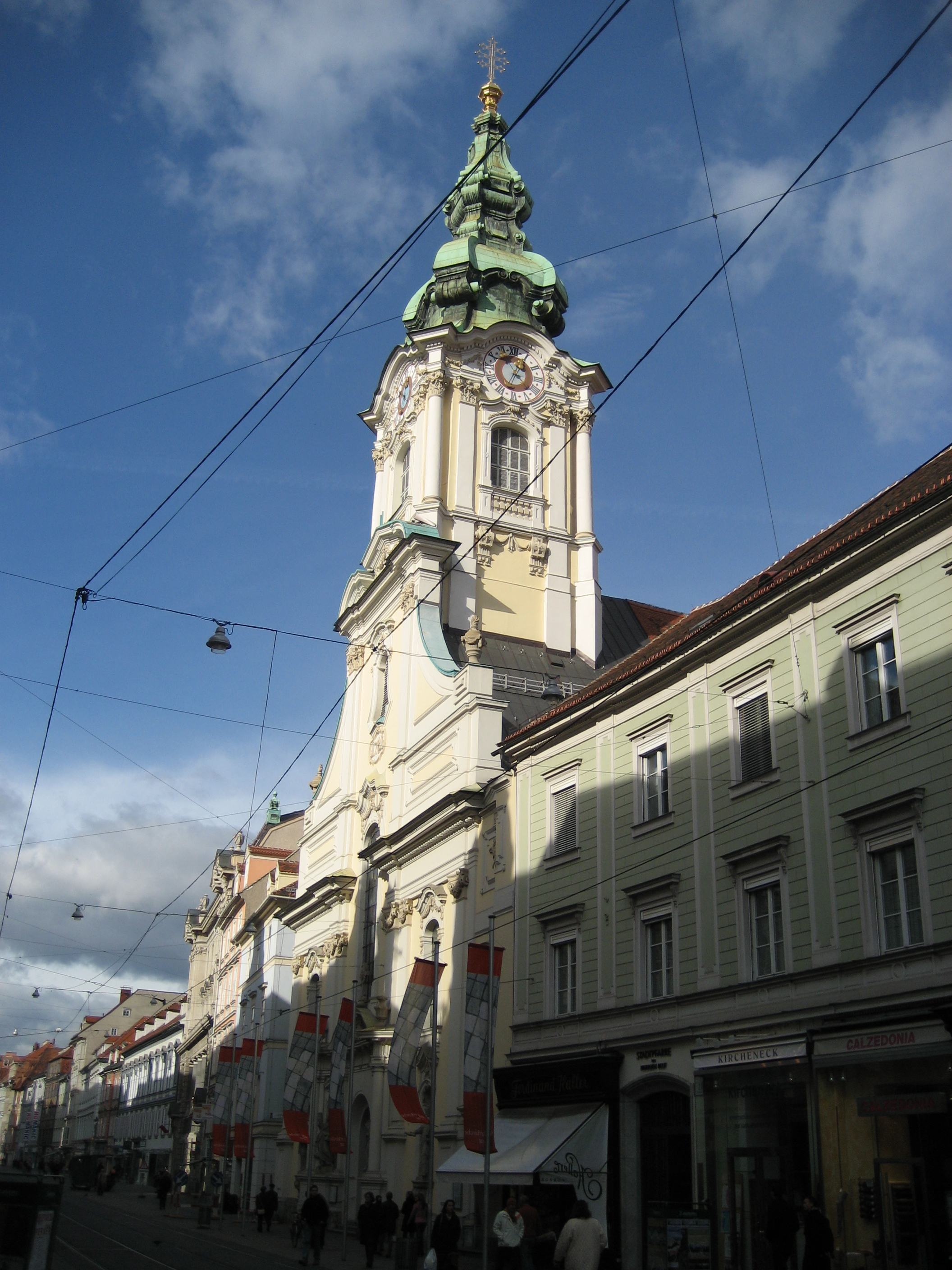
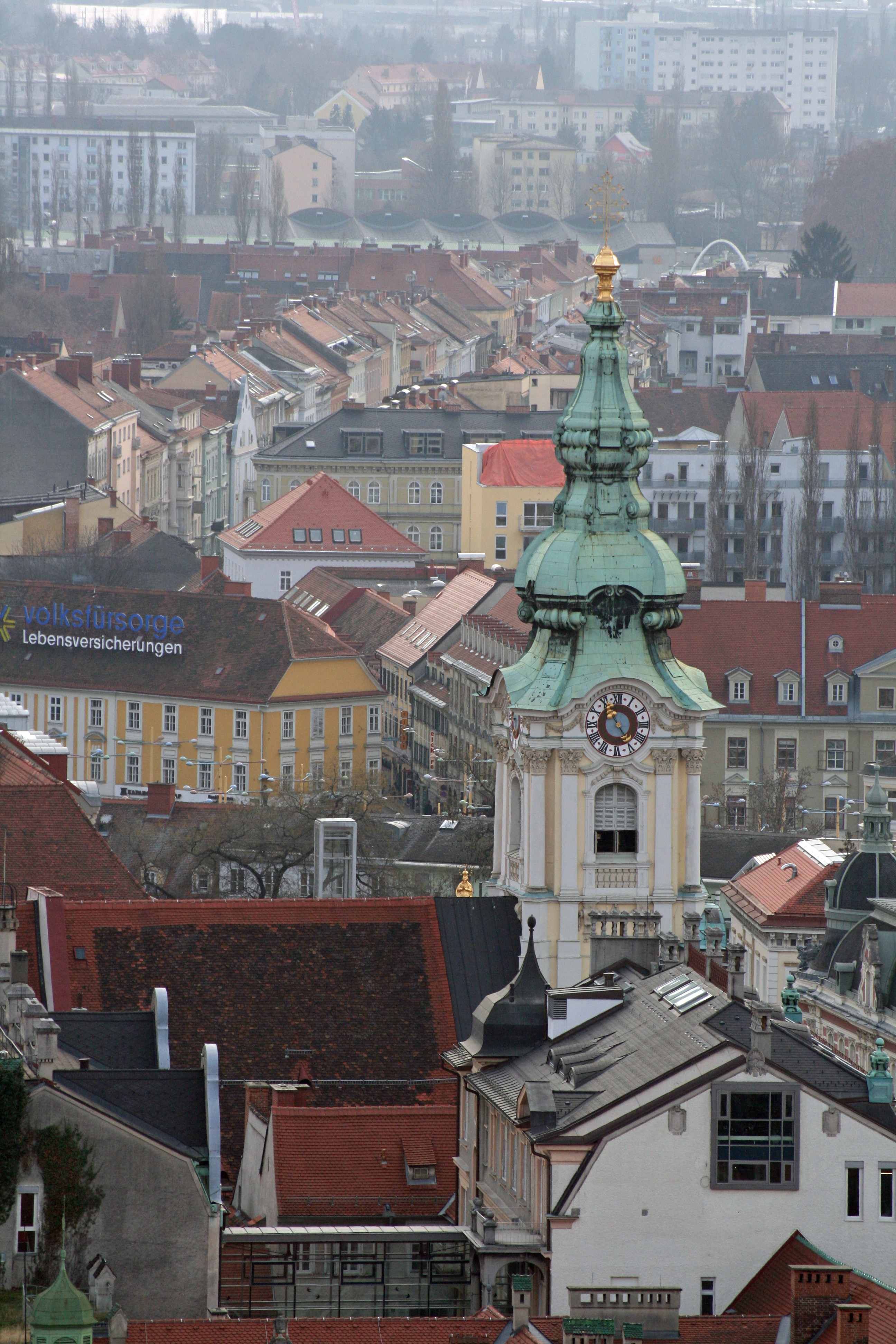
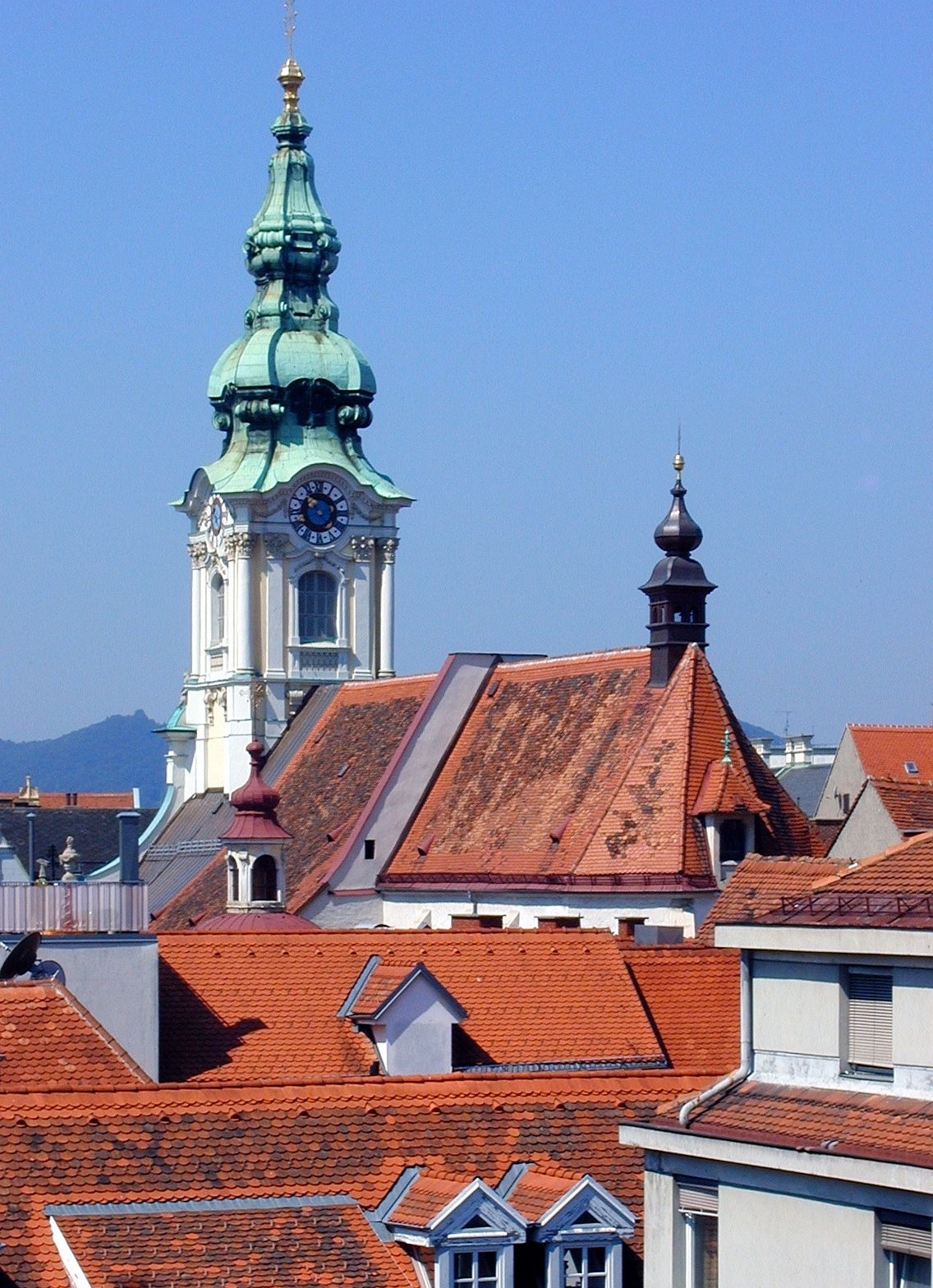
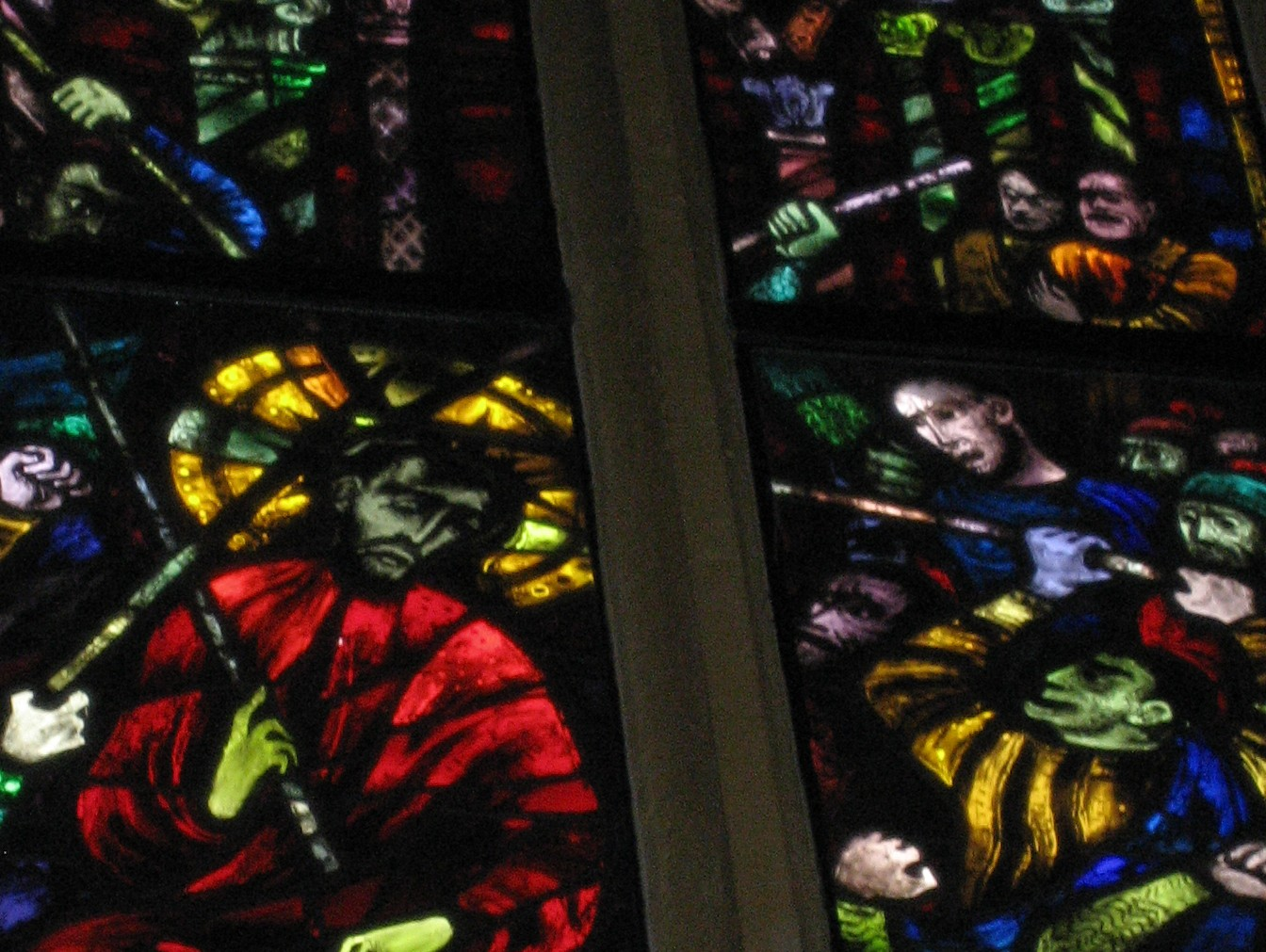
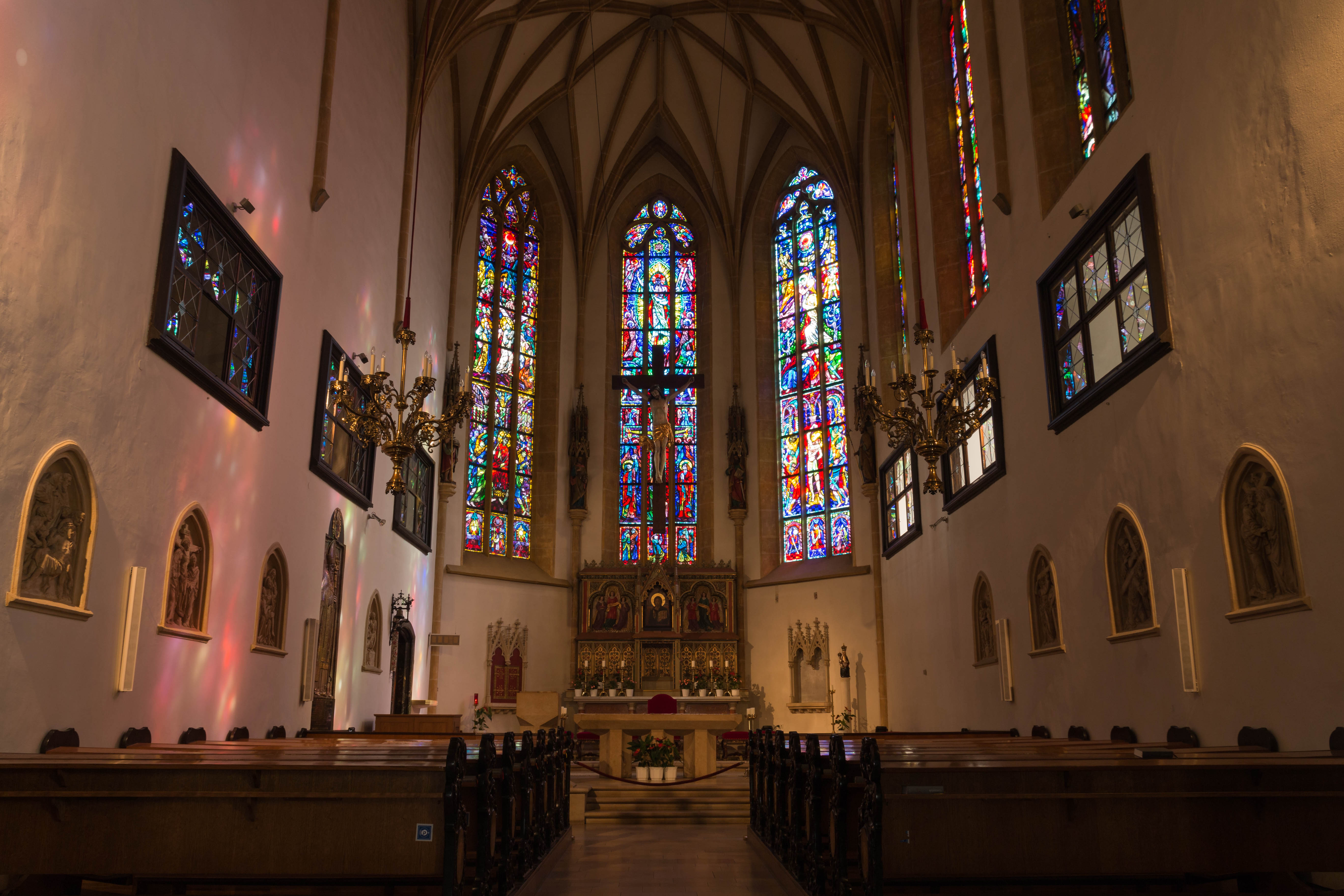
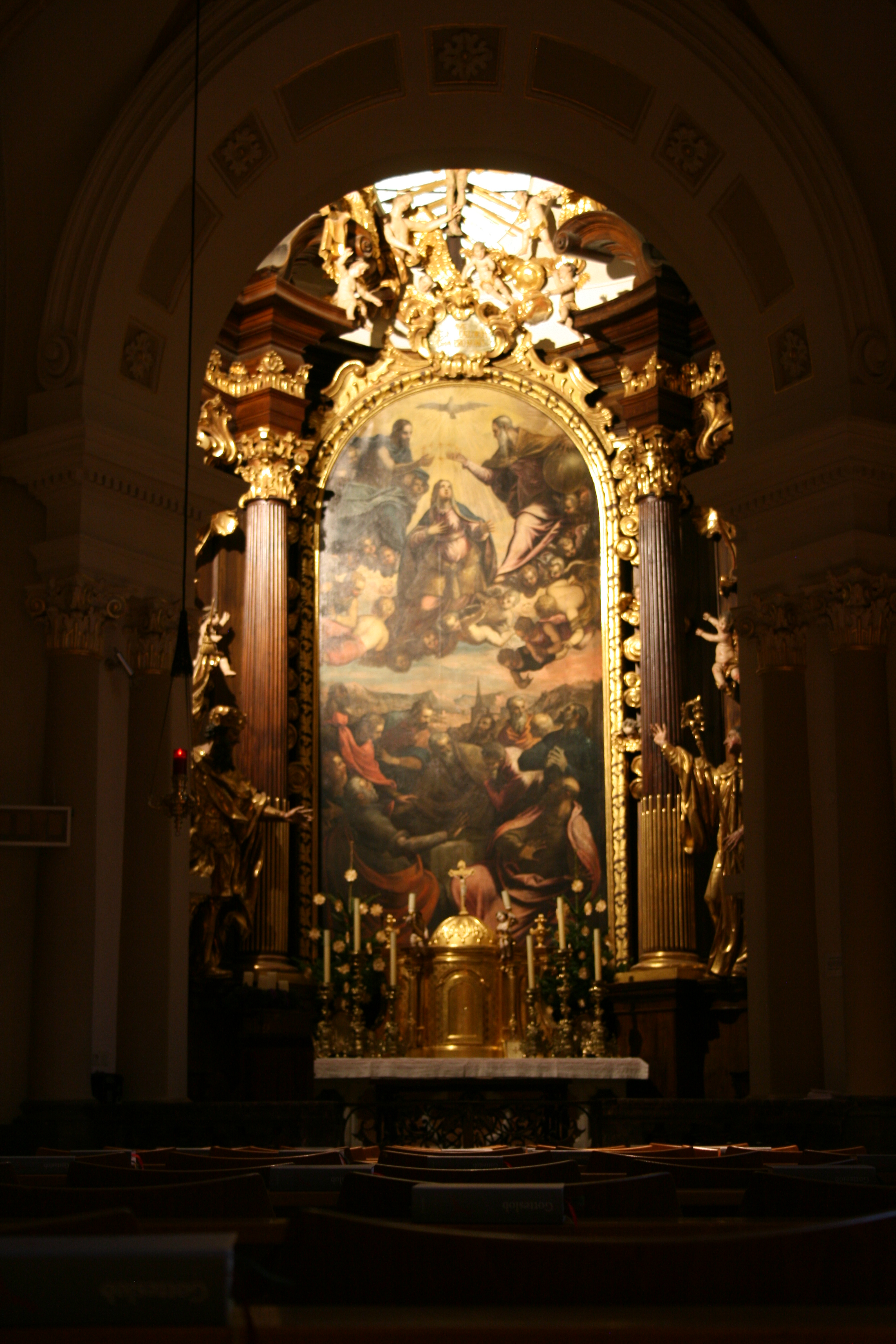
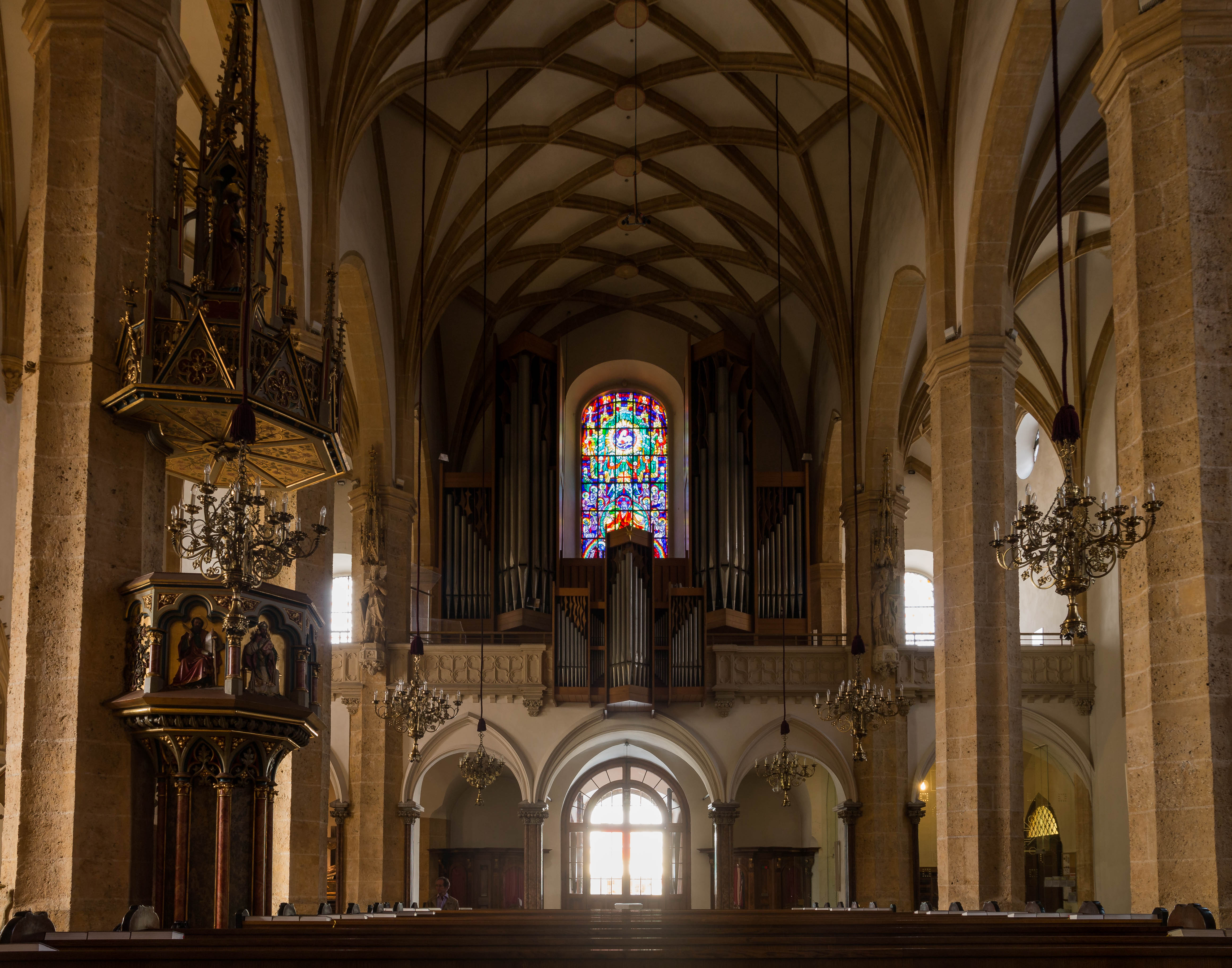